# La Crosse (Wisconsin)
La Crosse é uma cidade localizada no estado norte-americano do Wisconsin, no condado de La Crosse, do qual é sede. O Aeroporto Municipal de La Crosse serve a cidade.

## Geografia
De acordo com o United States Census Bureau, a cidade tem uma área de 61,6 km², dos quais 56,2 km² estão cobertos por terra e 5,4 km² por água.

### Localidades na vizinhança
O diagrama seguinte representa as localidades num raio de 16 km ao redor de La Crosse.

## Demografia
Segundo o censo nacional de 2010, a sua população é de 51 320 habitantes e sua densidade populacional é de 833 hab/km².

## Marcos históricos
O Registro Nacional de Lugares Históricos lista 46 marcos históricos em La Crosse. O primeiro marco foi designado em 30 de dezembro de 1974 e o mais recente em 17 de março de 2021, a Holy Trinity School.